# Katie McGregor
Katie McGregor (* 2. September 1977 in Cleveland, Ohio) ist eine amerikanische Leichtathletin, die an Cross- und Marathonläufen teilnimmt.

## Bildung
McGregor besuchte die Willoughby South High School in Willoughby, Ohio.

## Karriere
Sie war 1992 mit einer Zeit von 10:49,74 Minuten Staatsmeisterin von Ohio im 3200-Meter-Lauf und 1995 Staatsmeisterin im 1600-Meter-Lauf mit einer Zeit von 4:56,32.
Nach dem College blieb McGregor in Ann Arbor und setzte das Training und die Wettkämpfe fort, wobei sie von der Mittelstrecke zum 10.000-Meter-Lauf überging. Im Frühjahr 2000 errang sie ihren ersten großen Sieg nach dem College, als sie den 10.000-Meter-Lauf beim Stanford Invitational gewann und mit einer Zeit von 32:33,62 Minuten einen Wettkampfrekord aufstellte. Sie nahm später im Sommer an den Olympic Trials teil, qualifizierte sich aber nicht für die Olympischen Sommerspiele in Sydney, Australien. Im folgenden Jahr zog sie nach Minneapolis und begann das Training mit dem Team Minnesota.
In den folgenden Jahren nahm McGregor an verschiedenen Langstreckenläufen teil, erzielte gute Leistungen und konnte ihre persönlichen Bestzeiten bei mehreren Wettkämpfen weiter verbessern. Zu den Höhepunkten des Jahres 2004 zählten ein zweiter Platz bei den U.S. Cross Country Championships (8000-Meter) sowie persönliche Bestzeiten bei den 5000-Meter- und 10.000-Meter-Läufen vor den olympischen Trials. Dort verpasste sie die Qualifikation für die Spiele in Athen nur knapp und belegte im 10.000-Meter-Lauf den vierten Platz. Trotz des vierten Platzes hätte McGregor einen Platz in der Olympiamannschaft erreicht, wenn sie die A-Norm von 31:45 erfüllt hätte, aber sie kam mit einer Zeit von 32:33,87 ins Ziel.
2005 verbesserte sie ihre persönliche Bestzeit in allen Disziplinen weiter und holte im 10.000-Meter-Lauf bei den U.S. Outdoor Championships im Mai den Sieg. Bei den Leichtathletik-Weltmeisterschaften im finnischen Helsinki im August 2005 startete sie für das US-Team und belegte mit einer persönlichen Bestzeit von 31:21,20 den vierzehnten Gesamtrang als beste US-Athletin.
Im Herbst 2006 begann McGregor mit dem Training für längere Strecken, nahm am New York City Marathon teil und erreichte bei ihrem Debüt auf dieser Distanz mit einer Zeit von 2:32:36 den neunten Platz.
Im Frühjahr 2007 gewann McGregor die 25-km-Meisterschaft der USATF und beendete den River Bank Run in einer Zeit von 1:25:53 fast drei Minuten vor dem Rest der Teilnehmer. Im Sommer 2007 vertrat sie die Vereinigten Staaten erneut am 10.000-Meter-Lauf bei den Weltmeisterschaften im japanischen Osaka teil und belegte als dritter US-Finalist den dreizehnten Gesamtrang. Im Herbst nahm sie an den Straßenlauf-Weltmeisterschaften in Udine (Italien) teil. Sie erreichte Platz 27 im Halbmarathon und verbesserte ihre persönliche Bestleistung.
Anfang 2008 erreichte McGregor den vierten Platz bei den US-Cross-Country-Meisterschaften in San Diego. Dies war ihr sechstes Jahr in Folge als Mitglied der Nationalmannschaft, mit der sie Ende März an den Cross-Country-Weltmeisterschaften in Edinburgh teilnahm. Bei den Olympiamannschaftstests der USA im Juni verpasste McGregor erneut knapp die Qualifikation für die Olympischen Spiele im 10.000-Meter-Lauf. Sie erreichte mit einer Zeit von 32:29,82 Minuten wieder nur den vierten Platz.
McGregor wurde im Mai 2010 nationale Meisterin über 25 km. Im September gewann sie beim Twin Cities Marathon zum sechsten Mal den Lauf über 10-Meilen.

## Persönliches
McGregor wohnt in einem Vorort von Minneapolis und lief bis 2012 für das Team USA Minnesota. Sie liest gerne Literatur von Autoren wie Sylvia Plath und Cormac McCarthy. McGregor ist auch ein großer Fan von Frank Sinatra.